# قائمة البعثات الدبلوماسية في لبنان

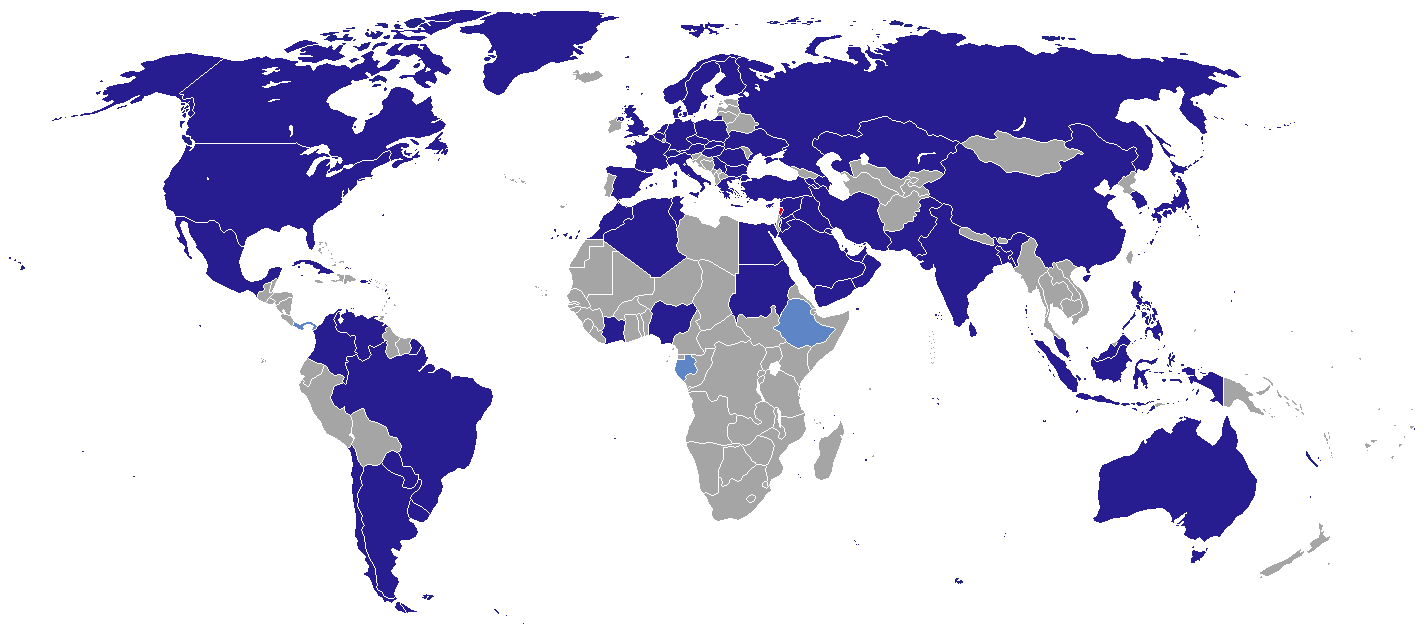
البعثات الدبلوماسية في لبنان

هذه قائمة البعثات الدبلوماسية في لبنان. في الوقت الحاضر تستضيف العاصمة بيروت 70 سفارة.

## السفارات
- الجزائر
- الأرجنتين
- أرمينيا
- أستراليا
- النمسا
- أذربيجان
- بنغلاديش
- بلجيكا
- البرازيل
- بلغاريا
- كندا
- تشيلي
- الصين
- كولومبيا
- كوبا
- قبرص
- جمهورية التشيك
- الدنمارك
- مصر
- فنلندا
- فرنسا
- ألمانيا
- اليونان
- المجر
- الهند
- إندونيسيا
- إيران
- العراق
- إيطاليا
- اليابان
- الأردن
- كازاخستان
- كوريا الشمالية
- كوريا الجنوبية
- الكويت
- ليبيا
- ماليزيا
- المكسيك
- المغرب
- هولندا
- نيجيريا
- النرويج
- عُمان
- باكستان
- فلسطين
- باراغواي
- الفلبين
- بولندا
- قطر
- رومانيا
- روسيا
- السعودية
- صربيا
- سلوفاكيا
- إسبانيا
- سريلانكا
- السودان
- سويسرا
- سوريا
- تونس
- تركيا
- أوكرانيا
- الإمارات العربية المتحدة
- المملكة المتحدة
- الأوروغواي
- فنزويلا
- اليمن
- الكرسي الرسولي
- فرسان مالطة

## البعثات والمكاتب
- الاتحاد الأوروبي (وفد)
- جمهورية مرتفعات قرة باغ (تمثيل دائم في دول الشرق الأوسط)[1]

## القنصليات العامة
- إثيوبيا

## السفارات المعتمدة
هذه قائمة بالبعثات المقيمة في القاهرة ما لم يذكر خلاف ذلك:
- أفغانستان (في دمشق)
- ألبانيا
- أنغولا
- البحرين (عمان)
- بوتان (الكويت)
- بوليفيا
- بروناي
- بوركينا فاسو
- الكاميرون (الرياض)
- تشاد
- جمهورية الكونغو الديمقراطية
- جمهورية الكونغو
- كرواتيا
- جيبوتي
- إستونيا (أنقرة)
- إثيوبيا
- الغابون
- غامبيا (الرياض)
- جورجيا
- غانا
- غينيا
- آيسلندا (باريس)
- أيرلندا
- جامايكا
- كينيا
- ليسوتو
- ليتوانيا
- ماليزيا
- جزر المالديف (الرياض)
- مالي
- مالطا
- موريتانيا (دمشق)
- مولدوفا (أنقرة)
- منغوليا
- نيبال
- البرتغال
- السنغال (مدينة الكويت)
- سنغافورة
- سيراليون (طهران)
- سلوفاكيا (دمشق)
- جنوب إفريقيا (دمشق)
- السويد (دمشق)
- تنزانيا
- تايلاند (الرياض)
- أوغندا
- فيتنام
- زامبيا